# Elements of Persuasion
Elements of Persuasion è il terzo album in studio del cantante canadese James LaBrie, pubblicato il 29 marzo 2005 dalla Inside Out Music.

## Descrizione
Si tratta del primo pubblicato da LaBrie utilizzando il suo nome, in quanto i due album precedenti, ovvero Keep It to Yourself (1999) e James LaBrie's MullMuzzler 2 (2001), erano stati pubblicati attraverso lo pseudonimo MullMuzzler. Nonostante questo cambiamento, lo stile musicale di Elements of Persuasion si rifà a quello dei due dischi precedenti ma con sonorità più pesanti. Inoltre, l'album è il primo che vede alla chitarra Marco Sfogli nonché l'ultimo con il batterista Mike Mangini.

### Confusione conOctavarium
Intorno alla primavera del 2005 l'album ha iniziato a circolare tramite i circuiti peer-to-peer rinominato come Octavarium, ovvero l'ottavo album in studio del gruppo di LaBrie, i Dream Theater, previsto per quel periodo. Nello specifico, il disco che veniva trovato conteneva i primi otto brani di Elements of Persuasion e numerosi critici musicali recensirono il lavoro come se fosse effettivamente l'ultimo album dei Dream Theater.

## Tracce
Testi di James LaBrie, eccetto dove indicato, musiche di Matt Guillory e James LaBrie, eccetto dove indicato.
1. Crucify – 6:03 (testo: Matt Guillory)
2. Alone – 5:36 (testo: Matt Guillory)
3. Freaks – 5:38 (musica: Matt Guillory, James LaBrie, Brian Wherry)
4. Invisible – 5:42 (musica: Matt Guillory, James LaBrie, Brian Wherry)
5. Lost – 3:41
6. Undecided – 5:30 (musica: Matt Guillory, James LaBrie, Brian Wherry)
7. Smashed – 5:31
8. Pretender – 5:36 (musica: Matt Guillory, James LaBrie, Brian Wherry)
9. Slightly Out of Reach – 5:51
10. Oblivious – 5:20 (musica: Matt Guillory, James LaBrie, Brian Wherry)
11. In Too Deep – 6:56
12. Drained – 5:14

Traccia bonus nell'edizione giapponese
1. Understand (Bonus Track) – 4:39

## Formazione
Musicisti
- James LaBrie – voce, cori
- Matt Guillory – tastiera, pianoforte, chitarra aggiuntiva
- Marco Sfogli – chitarra ritmica e solista
- Bryan Beller – basso
- Mike Mangini – batteria

Produzione
- James LaBrie – produzione
- Matt Guillory – coproduzione
- Richard Chycki – registrazione (eccetto basso), del suono, missaggio
- Steve Chahley – assistenza tecnica alla registrazione della batteria
- Tom Wilson – assistenza tecnica secondaria alla registrazione della batteria
- Edmund Monsef – registrazione basso